# Rold
Rold ligger i Himmerland og er en lille landsby ved Rold Skov med 223 indbyggere  (2024), beliggende i Rold Sogn. Rold har givet navn til den nærliggende skov. Landsbyen ligger i Mariagerfjord Kommune og hører til Region Nordjylland.
I Rold findes et 8-kantet ridehus, der rummer et cirkusmuseum. Huset er opført af Cirkus Miehe. I løbet af 2005 opførtes tillige museum for sangeren Jodle Birge i en sidelænge til Rold Gammel Kro.